# Clorocicloesano
Il clorocicloesano, o cloruro di cicloesile, è un alogenuro alchilico derivato dal cicloesano in cui un atomo di idrogeno è stato sostituito con un atomo di cloro. Appare come un liquido incolore e dallo sgradevole odore caratteristico, poco solubile in acqua ma ben miscibile con cloroformio, acetone, benzene, dietiletere ed etanolo.

## Sintesi
Il clorocicloesano può essere ottenuto per alogenazione del cicloesano con pentacloruro di fosforo, eseguita in una soluzione anidra di 1,2-diclorobenzene a circa 80 °C contenente perossido di benzoile con funzione catalitica. Tale metodo di sintesi ha una resa del 70%:
C6H12 + PCl5 → C6H11Cl
Un secondo metodo per ottenere il clorocicloesano consiste nell'alogenazione del cicloesano da parte del cloruro di solforile in solvente anidro, catalizzato da azobisisobutilonitrile e portato ad elevate temperature:
C6H12 + SO2Cl2 → C6H11Cl + SO2 + HCl

## Reattività
Il clorocicloesano è un composto infiammabile, sia allo stato liquido che in quello di vapore. Se opportunamente riscaldato si decompone liberando fumi tossici di acido cloridrico.